# Jelsi
Jelsi (nápolyiul: Jièveze vagy Jièuze) község (comune) Olaszország Molise régiójában, Campobasso megyében.

## Fekvése
A megye déli részén fekszik. Határai: Campodipietra, Cercemaggiore, Gildone, Pietracatella, Riccia és Toro.

## Története
Az ókori római Gitium helyén épült ki. Első írásos említése 1269-ből származik. A következő századokban nemesi birtok volt. A 19. században nyerte el önállóságát, amikor a Nápolyi Királyságban felszámolták a feudalizmust.

## Népessége
A népesség számának alakulása:

## Főbb látnivalói
- Palazzo Valiante Capozio
- Sant’Andrea Apostolo-templom
- Santissima Annunziata-kápolna